# IBK Lockerud Mariestad
IBK Lockerud Mariestad är en innebandyklubb i Mariestad, med sitt ursprung på Lockeruds ungdomsgård. Klubben bildades 1983 och hette tidigare IBK Lockerudsgården och senare IBK Lockerud. I slutet av 1980-talet och början av 1990-talet nådde klubben framgångar, då både herrlag och damlag blev svenska mästare flera gånger.
Klubbens herrar har vunnit fem SM-guld och ligger därmed på tredje plats i antal SM-guld efter IBF Falun som vunnit sju och Storvreta som vunnit sex gånger. Klubbens damer har vunnit fyra SM-guld.
Klubbens första SM-Guld kom när man vann SM-Finalen 1987 i Mölndals Sporthall mot ytterligare ett Mariestadslag, IBK Strandgården med 2-0. Målskyttar var Fredrik Johansson och Keijo Pollari. Sedermera landslagsspelare.
Numera heter klubben IBK Lockerud Mariestad och herrlaget spelar i Division 2 västra götaland efter 2 raka år med nedflyttningar i seriesystemet. Damlaget spelar i högsta ligan, SSL.

## Meriter (herrar)
- Svenska mästare: 1987, 1988, 1990, 1991 och 1992

## Meriter (damer)
- Svenska mästare:  1987, 1988, 1991 och 1990

## Meriter (Årets spelare)
Dam Sari Karjalainen 86/87;
Ann-Mari Karppinen 89/90;
Susanne Pettersson 90/91;
Åsa ”Kotten” Karlsson 92/93;
Jenny Magnusson  98/99;
Johanna Ekeroth   97/98, 03/04
Herr Esa Karjalainen 88/89;
Keijo Pollari 	93/94